# Mont Nyainqêntanglha
Le mont Nyainqêntanglha (en chinois Nyainqêntanglha Feng, en tibétain Nyenchen Tanglha) est un sommet himalayen du Tibet. Il se situe dans l'ouest de la chaîne homonyme, les monts Nyainqêntanglha (ou en chinois Nyainqêntanglha Shan), dont le Gyala Peri constitue le point culminant. Le mont Nyainqêntanglha est lié à une déité éponyme.